# Ulindi
Der Ulindi ist ein 432 km langer rechter Nebenfluss des Kongo (Lualaba) im Südosten der Demokratischen Republik Kongo.

## Flusslauf
Der Ulindi entspringt im Itombwe-Gebirge im äußersten Osten der Provinz Sud-Kivu. Das Quellgebiet liegt auf einer Höhe von 1684 m an der Nordostflanke des 3480 m hohen Mont Mohi. Der Ulindi fließt anfangs 30 km in Richtung Nordnordwest und wendet sich anschließend nach Westen. Die Stadt Shabunda liegt bei Flusskilometer 380 am linken Flussufer. Sie befindet sich in einer Flussschleife des Ulindi und wird im Osten, Norden und Westen von ihm begrenzt. 265 km oberhalb der Mündung erreicht der Fluss die Provinz Maniema und wendet sich nach Nordwesten. Bei Flusskilometer 168 mündet der Lugulu, der bedeutendste Nebenfluss, rechtsseitig in den Fluss. Der Ulindi mündet schließlich 145 km nördlich der Provinzhauptstadt Kindu in den nach Norden strömenden Lualaba, den Oberlauf des Kongo. Das Einzugsgebiet umfasst 20.231 km².